# Glaphyropyga dryas
Glaphyropyga dryas är en tvåvingeart som beskrevs av Fisher 1982. Glaphyropyga dryas ingår i släktet Glaphyropyga och familjen rovflugor.
Artens utbredningsområde är Panama. Inga underarter finns listade i Catalogue of Life.